# 橋詰京美
橋詰 京美（はしづめ きょうみ、1964年2月25日 - ）は、日本の女性ラジオパーソナリティー、アロマテラピスト。東京都練馬区出身。

## 人物
- 身長167cm[2]、血液型はB型。
- 1997年の香港返還をこの目で見ようと香港に移り住み、それを機にRKBラジオに出演するようになる[3]。
- 現在はラジオ出演や福岡県内での司会業などの傍ら、福岡市中央区警固にてサロンを経営しており、アロマテラピストとして活動している。
- 幼少期より体が弱く、心身のバランスを崩しやすかったことが、アロマテラピーの道へ進むきっかけとなった。
- 日本語教育能力検定・アロマセラピスト・アロマトレーナーの資格を有している[1]。

## 出演
すべてRKBラジオ
- 中西一清スタミナラジオ
- 開店! ウメ子食堂
- RKBラジオショッピング

ほか